# Diocese de Diphu
A Diocese de Diphu (Latim:Dioecesis Diphuensis) é uma diocese localizada no município de Diphu, no estado de Assão, pertencente a Arquidiocese de Guwahati na Índia. Foi fundada em 5 de dezembro de 1983 pelo Papa João Paulo II. Com uma população católica de 68.442 habitantes, sendo 5,3% da população total, possui 26 paróquias com dados de 2020.

## História
Em 5 de dezembro de 1983 o Papa João Paulo II cria a Diocese de Diphu através do território da Arquidiocese de Shillong-Gauhati.

## Lista de bispos
A seguir uma lista de bispos desde a criação da diocese em 1983.
|                          | Nome                         | Período         | Notas                                   |
| Bispos de Diphu          | Bispos de Diphu              | Bispos de Diphu | Bispos de Diphu                         |
| ------------------------ | ---------------------------- | --------------- | --------------------------------------- |
| 4º                       | Paul Mattekatt               | 2013 - atual    |                                         |
| 3º                       | John Moolachira              | 2007 - 2011     | Nomeado arcebispo-coadjutor de Guwahati |
| 2º                       | John Thomas Kattrukudiyil    | 1994 - 2005     | Nomeado bispo de Itanagar               |
| 1º                       | Mathai Kochuparampil, S.D.B. | 1983 - 1992     | Faleceu no cargo                        |
| Administrador apostólico |                              |                 |                                         |
| 1º                       | John Thomas Kattrukudiyil    | 2006 - 2007     |                                         |